# Hořké jezero
Hořké jezero je druh jezera, v jehož vodě je rozpuštěné určité množství síranu sodného. To jí dává charakteristickou hořkou chuť.

## Příklady
- Egypt – Velké Hořké jezero, Malé Hořké jezero
- Rusko – Černokurinskoje (Altajský kraj), Hořkoslané jezero (Volgogradská oblast)